# Bratsi
Bratsi è un distretto della Costa Rica, capoluogo del cantone di Talamanca, nella provincia di Limón.